# Pyura littoralis
Pyura littoralis är en sjöpungsart som först beskrevs av Kott 1956.  Pyura littoralis ingår i släktet Pyura och familjen lädermantlade sjöpungar. Inga underarter finns listade i Catalogue of Life.